# Mustapha Hadj Sadok
Mustapha ou Moustafa Hadj Sadok, né le 17 août 1997 à Aïn Defla, est un joueur algérien de handball,,,,

## Palmarès

### En clubs
- Vainqueur de la Coupe d'Algérie : 2015
- Vainqueur de la Supercoupe de Turquie (1) : 2019
- Vainqueur de la Supercoupe arabe : 2021[réf. nécessaire]
- Vainqueur de la Supercoupe de Suisse en  2021
- Vice-champion de Suisse : 2022
- Finaliste de la Coupe de Suisse en  2022 [6]
- Finaliste de la Coupe du Qatar : 2020
- Finaliste de la Coupe de l'Émir (Qatar) : 2020

### En équipe nationale
Championnats d'Afrique
- 6e place au Championnat d'Afrique 2018 ( Gabon)
- Médaille de bronze au Championnat d'Afrique  2020 ( Tunisie)
- 5e place au Championnat d'Afrique  2022 ( Égypte)
- Médaille d'argent au Championnat d'Afrique  2024 ( Égypte)

Championnats du monde
- 22e place au Championnat du monde 2021 ( Égypte)
- 30e place au Championnat du monde 2025 ( Croatie/ Danemark/ Norvège)

Autres
- 14e place au Championnat du monde junior 2017 ( Algérie)

- 3e place au Championnat d’Afrique junior 2016
- 4e place aux Jeux de la solidarité islamique de 2017

## Distinctions personnelles
- élu Meilleur demi-centre du Championnat d'Afrique 2020